# Luxembourge Memorial Thierry Theis 2003
Das Luxembourge Memorial Thierry Theis 2003 im Badminton fand vom 4. bis zum 5. Januar 2003 in Ettelbrück statt.

## Sieger und Platzierte
| Disziplin    | Gold                        | Silber                      | Bronze                          |
| ------------ | --------------------------- | --------------------------- | ------------------------------- |
| Herreneinzel | Shoji Sato                  | Arif Rasidi                 | Jürgen Koch                     |
| Herreneinzel | Shoji Sato                  | Arif Rasidi                 | Guntur Hariono                  |
| Herrendoppel | Wouter Claes Frédéric Mawet | Dharma Gunawi Yong Yudianto | Guntur Hariono Valeriy Strelcov |
| Herrendoppel | Wouter Claes Frédéric Mawet | Dharma Gunawi Yong Yudianto | Yuichi Ikeda Shoji Sato         |